# Георг Уильям Великобританский
Гео́рг Уи́льям Великобрита́нский, также Гео́рг Вильге́льм Ганно́верский (англ. George William of Great Britain; 2 (13) ноября 1717 года — 6 (17) февраля 1718 года) — второй сын будущих короля и королевы Великобритании Георга II и Каролины Бранденбург-Ансбахской.

## Биография
Принц Георг Уильям родился 13 ноября 1717 года в Сент-Джеймсском дворце в Лондоне в семье принца Уэльского Георга Августа и его жены, Каролины Бранденбург-Ансбахской; был шестым ребёнком и третьим сыном из девяти детей пары. По отцовской линии Георг Уильям приходился внуком курфюрсту Ганновера и королю Великобритании Георгу I и Софии Доротее, принцессе Альденской. По материнской линии принц был внуком маркграфа Бранденбург-Ансбахского Иоганна Фридриха и Элеоноры Саксен-Эйзенахской. Согласно Акту о престолонаследии 1710 года на момент рождения принц занимал шестое место в порядке наследования британского престола после своего отца, брата и трёх сестёр. Будучи внуком короля Великобритании, с рождения Георг Уильям получил право именоваться Его Королевское Высочество принц Георг Уильям.
Через 26 дней после рождения мальчик был крещён в Сент-Джеймсском дворце епископом лондонским Джоном Робинсоном. Восприемниками при крещении стали король Георг I (дед принца), Томас Пелэм-Холлс, герцог Ньюкасл (лорд-камергер), и Диана Боклерк, герцогиня Сент-Олбанс (дама опочивальни принцессы Уэльской).
Крещение принца стало катализатором семейного скандала. Георг Август и Каролина планировали назвать мальчика Луисом, а в крёстные ему выбрали королеву Пруссии и герцога Йоркского. Однако у короля на этот счёт было другое мнение: он выбрал для внука имя Георг Уильям, а одним из крёстных, якобы согласно обычаю, должен был стать герцог Ньюкасл. Георг I был возмущён, когда принц Уэльский, не любивший герцога, словесно оскорбил его на крестинах, что Ньюкасл, вероятно ослышавшись, воспринял как вызов на поединок. Принц Уэльский был отлучён от двора и переехал вместе с женой в Лестер-хаус, в то время как Георг Уильям и три его сестры остались на попечении короля.
Вскоре маленький принц увиделся с матерью во время тайного визита детей в Лестер-хаус, отчего переволновавшаяся Каролина упала в обморок. В январе 1718 года король позволил матери беспрепятственно видеться с принцем и его сёстрами. Но в феврале мальчик заболел и Георг I разрешил принцу и принцессе Уэльской остаться с Георгом Уильямом, поскольку они считали, что принц болен от тоски по родителям. Ожидалось, что в состоянии маленького принца должно наступить улучшение, но этого не произошло и мальчик умер 17 февраля в возрасте чуть более трёх месяцев. Вскрытие показало, что Георг Уильям умер от болезни сердца (полипа), а вовсе не от тоски по матери. Принца похоронили в Вестминстерском аббатстве. Несмотря на результаты вскрытия, Георг Август и Каролина считали короля виновным в смерти их сына, поскольку именно он вынудил пару покинуть двор и оставить детей на его попечении.